# Staw Noakowski
Staw Noakowski – wieś w Polsce położona w województwie lubelskim, w powiecie zamojskim, w gminie Nielisz.
W latach 1975–1998 miejscowość administracyjnie należała do województwa zamojskiego.
Wieś jest sołectwem w gminie Nielisz. Według Narodowego Spisu Powszechnego z roku 2011 wieś liczyła 259 mieszkańców.
Wieś jest siedzibą rzymskokatolickiej parafii św. Jana Chrzciciela. Tutejszy kościół św. Jana Chrzciciela zaprojektował m.in. Rudolf Buchalik.

## Części wsi
| SIMC    | Nazwa      | Rodzaj    |
| ------- | ---------- | --------- |
| 0895764 | Nowy Staw  | część wsi |
| 0895770 | Stara Wieś | część wsi |